# Mesembrius capensis
Mesembrius capensis är en tvåvingeart som först beskrevs av Macquart 1842.  Mesembrius capensis ingår i släktet Mesembrius och familjen blomflugor. Inga underarter finns listade i Catalogue of Life.